# 晶杰
晶杰（Cif）是英荷联合利华旗下的法国家居清洁用品（家用清洁剂）品牌，Cif于1965年在法国推出。它在澳大利亚、新西兰、日本、 中东和北欧国家被称为Jif，另外一些國家則將其稱為Vim、Viss 和 Handy Andy。2000年12月，联合利华決定將Jif更名為Cif。2001年1月起，許多國家銷售的的Jif都更名为Cif，不過依然有地區依舊沿用原名 。